# Wisłabugten
 Der er for få eller ingen kildehenvisninger i denne artikel, hvilket er et problem. Du kan hjælpe ved at angive troværdige kilder til de påstande, som fremføres i artiklen.

Wisłabugten (tysk: Frisches Haff; polsk: Zalew Wiślany, russisk: Калининградский залив, tr. Kaliningradskij zaliv) er en strandsø, der ligger ud mod Gdanskbugten og delt mellem Polen mod syd og Kaliningrad oblast, Rusland mod nord.
Wisłabugten har et areal på 860 km² og en dybde på 3-5 meter. Lagunen er adskilt fra Gdanskbugten af den 60 km lange, og 1-3 km brede Wisłalandtange, som i 1510 blev gennembrudt af havet, hvorved det 380 meter brede og 6 meter dybe Baltijsk stræde (russisk: Балтийский пролив, tr. Baltijskij proliv; tysk: Pillauer Tief) blev dannet. I Wisłabugten udmunder Wisłas højre udløbsarme Nogat, Pasłęka og Pregolja.
Fra Pregolja blev der i 1901 udgravet en 6,5 dyb kanal gennem bugten, Kaliningrad Havkanal (russisk: Калининградский морской судоходный канал, tr. Kaliningradskij morskoj sudokhodnyj kanal; tysk: Königsberger Seekanal) fra Baltijsk til Kaliningrad.
I 2022 blev Wisłakanalen færdiggjort i den polske del af Wisłalandtangen, som tillader skibstrafik mellem Elblag og Østersøen uden at skulle passere det naturlige, russisk-kontrollerede stræde ved Baltijsk.